# Rafał Szumiec
Rafał Szumiec (ur. 23 stycznia 1983 w Jaśle) – polski narciarz alpejski i kolarz ręczny, paraolimpijczyk zimowy, występujący w konkurencjach dla zawodników jeżdżących na siedząco. Zawodnik klubu VeloAktiv Kraków

## Życiorys
W 2002 r. podczas zawodów kolarstwa górskiego uległ wypadkowi, w wyniku którego doznał trwałego porażenia kończyn dolnych. Jest absolwentem Uniwersytetu Rzeszowskiego na Wydziale Prawa i Administracji. Wraz z Katarzyną Rogowiec założył w Krakowie klub sportowy – Druga Strona Sportu. Od 2015 roku jest prezesem i zawodnikiem w klubie VeloAktiv Kraków
W 2021 roku wziął udział w kampanii reklamowej PKN Orlen na Igrzyska Olimpijskie.

## Osiągnięcia sportowe
Szumiec jest wielokrotnym medalistą Mistrzostw Polski w narciarstwie zjazdowym (jazda w pozycji siedzącej mono-ski) oraz wielokrotnym Mistrzem Polski w Parakolarstwie (handbike grupa H3) 
. Uczestniczył w Igrzyskach Paraolimpijskich w Vancouver w 2010, Igrzyskach Paraolimpijskich w Sochi w 2014 oraz Igrzyskach Paraolimpijskich w Tokyo w 2021. 
Igrzyska Paraolimpijskie
- Zimowe Igrzyska Paraolimpijskie 2010 – slalom: 27. miejsce[5]